# Југославија на Зимским олимпијским играма 1928.
Југославија (Краљевина Срба, Хрвата и Словенаца) је други пут учествовала на Зимским олимпијским играма одржаним 1928. године у Санкт Морицу, Швајцарска.
Југославија је на ове игре послала укупно шест такмичара који су се такмичили у две скијашке дисциплине и није освојила ни једну медаљу. Најбољи пласман остварио је Јошко Јанша заузевши 23. место у трци на 50 км.

## Резултати по спортовима
У табели је приказан успех југословенских спортиста на олимпијади. У загради иза назива спорта је број учесника
Са појачаним бројевима је означен најбољи резултат.
Принцип рачунања олимпијских поена: 1. место – 7 поена, 2. место – 5 поена, 3. место – 4 поена, 4. место – 3 поена, 5. место – 2 поена, 6. место – 1 поен.

| Спортска дисциплина | Освојено место | Освојено место | Освојено место | Освојено место | Освојено место | Освојено место | Олимпијски поени | Такмичари | Такмичари | Такмичари |
| Спортска дисциплина |                |                |                | 4.             | 5.             | 6.             | Олимпијски поени | Мушки     | Женске    | Укупно    |
| Крос контри (2)     | 0              | 0              | 0              | 0              | 0              | 0              | 0                | 6         | 0         | 6         |
|                     |                |                |                |                |                |                |                  |           |           |           |
| Укупно              | 0              | 0              | 0              | 0              | 0              | 0              | 0                | 6         | 0         | 6         |

## Скијашко трчање
Мушки
| Дисциплина | Скијаш         | Резултат  | Позиција |
| ---------- | -------------- | --------- | -------- |
| 18 мушки   | Јошко Јанша    | 2:01:14,0 | 26.      |
| 18 мушки   | Петер Клофутар | 2:14:08,0 | 38       |
| 18 мушки   | Јанко Јанша    | 2:19:54,0 | 40       |
| 18 мушки   | Борис Режек    | 2:28:14,0 | 42       |
| 50 мушки   | Јошко Јанша    | 5:59:09,0 | 23       |
| 50 мушки   | Стане Кмет     | 6:32:07,0 | 28       |
| 50 мушки   | Јанко Јанша    | 6:34:59,0 | 29       |
| 50 мушки   | Стане Бервар   | 6:46:48,0 | 30       |